# Емма Семмс
Емма Семуельсон, змінено на Семмс (англ. Emma Samms; 28 серпня 1960) — британська акторка.

## Життєпис
Народилася 28 серпня 1960 року в Лондоні. Її мати була артисткою балету, а батько володів компанією з прокату фільмів. Навчалася в Королівській балетній школі, в 15 років залишила навчання через травму стегна. Потім вирішила стати акторкою і змінила ім'я на Емма Семмс, бо в Англії вже була акторка Емма Семуельсон.

## Кар'єра
Дебютувала в 1979 році у фільмі «Арабські пригоди», потім з'явилася в «Очікування «Голіафа»». З 1982 по 1984 рік виконувала роль Голлі Саттон Скорпіо в мильній опері «Головний госпіталь». 1985 року їй запропонували роль Феллон Керрінгтон Колбі в серіалах «Сім'я Колбі» та «Династія», де вона замінила Памелу Сью Мартін. Працювала у таких фільмах, як «Креветка на сковорідці», «Леді і розбійник», а також в серіалі «Агентство моделей» (1994—1995). 2012 року повернулася до своєї ролі в мильну оперу «Головний госпіталь».

## Особисте життя
Була одружена з Бансі Нагї (23 лютого 1991 — 27 травня 1992), Тімом Діллоном (січень 1994—1995) та Джоном Голловеєм (1996—2003), народила двох дітей: Кемерон (1997) і Беатріче (1998).

## Фільмографія
| Рік       |    | Українська назва                            | Оригінальна назва                            | Роль                       |
| --------- | -- | ------------------------------------------- | -------------------------------------------- | -------------------------- |
| 1979      | ф  | Арабські пригоди                            | Arabian Adventure                            | принцеса Зулейра           |
| 1981      | тф | Очікування «Голіафа»                        | Goliath Awaits                               | Леа Маккензі               |
| 1983—2015 | с  | Головний госпіталь                          | General Hospital                             | Голлі Саттон Скорпіо       |
| 1984—1985 | с  | Готель                                      | Hotel                                        | Келлі Гоуланд / Кетлін Шеї |
| 1984      | тф | Острів Елліс                                | Ellis Island                                 | Вайлет Вейлер              |
| 1985—1987 | с  | Сім'я Колбі                                 | The Colbys                                   | Феллон Керрінгтон Колбі    |
| 1985—1989 | с  | Династія                                    | Dynasty                                      | Феллон Керрінгтон Колбі    |
| 1986      | ф  | Вбивство у трьох актах                      | Murder in Three Acts                         | Дженніфер Істмен (Егг)     |
| 1987      | с  | Детектив Майк Гаммер                        | Mike Hammer                                  | Джеймі Джинкс              |
| 1988      | с  | Вона написала вбивство                      | Murder, She Wrote                            | Памела Лідс                |
| 1989      | тф | Леді та розбійник                           | The Lady and the Highwayman                  | Барбара Кастлмейн          |
| 1989      | тф | Янкі з Коннектикуту при дворі короля Артура | A Connecticut Yankee in King Arthur's Court  | королева Гвенівера         |
| 1990      | ф  | Креветка на грилі                           | The Shrimp on the Barbie                     | Алекс Гобарт               |
| 1994      | с  | Діагноз: убивство                           | Diagnosis Murder                             | Клеопатра Квінлін          |
| 1994      | с  | Лоїс та Кларк: Нові пригоди Супермена       | Lois & Clark: The New Adventures of Superman | Аріанна Карлін             |
| 1994—1995 | с  | Агентство моделей                           | Models Inc.                                  | Грейсон Лоудер             |
| 1994      | тф | Підступні красуні                           | Treacherous Beauties                         | Анна Марія Керр            |
| 1994      | ф  | Остання грань                               | Terminal Voyage                              | Бекер                      |
| 1995      | мс | Гаргульї                                    | Gargoyles                                    | Гроуч                      |
| 1996      | с  | Байки зі склепу                             | Tales from the Crypt                         | Івонна                     |
| 1996      | тф | Тварюки з безодні                           | Humanoids from the Deep                      | доктор Дрейк               |
| 2002      | мф | Пригоди Хлопчика з пальчик і Дюймовоньки    | The Adventures of Tom Thumb & Thumbelina     | жук Шеллі                  |
| 2003      | с  | Голбі Сіті                                  | Holby City                                   | Елізабет Вудс              |
| 2005      | тф | Наднова                                     | Supernova                                    | Лорі Стефенсон             |
| 2005      | в  | Навідник                                    | The Marksman                                 | Аманда Джекс               |
| 2005      | с  | Лікарі                                      | Doctors                                      | Аманда Клей                |
| 2007      | с  | Закон                                       | The Bill                                     | Елла Вінстенлі             |
| 2011      | с  | Катастрофа                                  | Casualty                                     | Рейчел Грір                |
| 2012      | тф | Бугімен                                     | Boogeyman                                    | шеф Гідеон                 |
| 2013      | ф  | Вендетта                                    | Vendetta                                     | Сандра Вікерс              |